# 托卡斯
托卡斯·阿斯佗多 Tulkas Astaldo，主神語是Tulukastâz，是英國作家約翰·羅納德·鲁埃爾·托爾金的史詩式奇幻小說《精靈寶鑽》中的人物。阿斯佗多的意思是「驍勇善戰」，戰鬥之神，維拉之一，他的配偶是妮莎。
托卡斯一頭金髮和金鬍鬚，以及健壯的身軀，是最好戰的維拉，當他聽說阿爾達發生了戰爭，於是前來援助維拉一臂之力，面對托卡斯的憤怒和大笑，米爾寇只能夾住尾巴逃走，阿爾達的春天 Spring of Arda就此開始了。
在兩盞巨燈照耀之下，維拉們在奧瑪倫島舉行盛宴，托卡斯在這時迎娶妮莎。他在心滿意足之時疲倦地睡著了，但米爾寇的報復來了。
托卡斯十分喜愛摔角和比力氣，他從不須要駿馬，因為他比所有用腿奔跑的動物跑得更快，而且從不疲乏。他雙手就是他的武器。他既不留心過去也不注意將來，對討論出主意完全沒興趣，但卻是可靠的朋友。托卡斯和烏歐牟一樣，不相信米爾寇就此悔改。